# Mahdyar Aghajani
Mahdyar Aghajani (perse : مهدیار آقاجانی ; né le 22 janvier 1989) est un musicien, producteur de disques et compositeur né à Téhéran, en Iran. Il a élevé le niveau de la musique underground iranienne, en utilisant des instruments traditionnels persans (tels que l'Oud, le Santour, le daf, le tombak, le ney, le Kamânche et le qanoon) dans la musique électronique et hip-hop.

## Carrière
En 2005, Hichkas sort le premier album de hip-hop iranien Jangale Asfalt (La Jungle d'asphalte). Mahdyar Aghajani, musicien et producteur de cet album, intègre le hip-hop et la musique traditionnelle iranienne de manière créative. La production de Mahdyar sur Jangale Asfalt établit néanmoins une nouvelle référence dans l'évolution du rap persan, avec des morceaux comme Vatan Parast (Le Patriote) servant de fusion d'harmonies iraniennes/moyen-orientales et de musique de protestation urbaine percutante.
Après une interview avec le magazine Nasim-E-Haraz concernant la sortie de son premier album grand public en 2006 avec Hichkas, Mahdyar subit des pressions de la part du gouvernement iranien. C'est la collaboration la plus influente entre Hichkas et Mahdyar et la musique qu'ils produisent ensemble est écoutée dans toute l'Europe et en Iran, à tel point que le gouvernement considère les artistes comme une menace pour la culture iranienne et fait inscrire son nom sur la liste des menaces, malgré l'utilisation d'instruments traditionnels iraniens et de paroles fortement nationalistes,.
En 2009, Mahdyar compose la bande originale du film Les Chats persans. Le film critique les politiques du gouvernement iranien concernant la musique underground. Le succès du film Les Chats persans au Festival de Cannes 2009 met une partie de l'équipe du film en difficulté avec les autorités iraniennes. Sous la pression, Mahdyar doit abandonner sa famille à l'âge de 20 ans et s'enfuir à Berlin puis à Paris où il réside actuellement. Il est occupé avec la production de quelques albums, dont le prochain album de Hichkas et son propre premier album ,

## Bandes sonores

### Longs métrages
- 2009 : Les Chats persans
- 2014 : Eau de rose
- 2014 : Danseuse du désert

- 2008 : Le Prince de Perse officiel
- 2010 : Demandez au Vent

### Documentaires
- 2010 : Cultures de résistance
- 2011 : Chroniques d'un Iran Interdit
- 2015 : K2 et les Fantassins Invisibles
- 2016 : Libérés de la tempête
- 2017 : Le Soulèvement burkinabè

### Albums
- 2018 : Saisi

### Simple
- 2011 : Belettes et cris de guerre
- 2011 : Nouvelle floraison
- 2013 : Bang
- 2016 : Gomrok
- 2017 : Argent Argent

## Crédits de production

### 2006
- Hichkas – La Jungle d'asphalte

01. Moghaddame
02. Dide o Del (feat. Reveal, Amin Fooladi et Bidad)
03. Ekhtelaf
04. Homme Vaystadam
05. "Introduction"
06. "Ghanoon"
07. "Vatan Parast (feat. Reveal et Amin Fooladi)"
08. "Oun Manam"
09. "Bar Paa"
10. « Zendan (avec Reveal) »
11. "Dide o Del (Remix) (feat. Reveal, Amin Fooladi et Bidad)"
12. Har Tor Shodeh Migam (piste bonus)

### 2008
- Hichkas

"Groupe de soldats" Ye Mosht Sarbaz " 

### 2009
- Bahman Ghobadi – Les Chats persans

12. "Jouwani"

### 2010
- Hichkas

« Ye Rooze Khoob Miad »
Cette chanson est devenue un succès instantané, souvent diffusée par les voitures dans les rues animées de la capitale Téhéran.

### 2011
- Le Tour du devoir EP

01. " Hichkas - Anjām Vazife"
02. « Révélation - 021LDN »
03. "Hichkas - Mā Az Ounāshim"
04. " Fadaei - Vāstā Lāshi "
05. "Quf - Shak (avec Fadaei)"
- Quf – Zir ou Bam et Zirzamin

01. « Sobhe Masnavi »
02. "Balatar 1"
03. "Tariki"
04. "Hadaf (avec Bidad)"
05. "IRAN (avec 7Khat)"
06. "Hesse Gharib"
07. "Khavar Miane (feat. Lowkey )"
08. "Fazaye Sard"
09. "Marjan (avec Reveal)"
10. "Miane Ghamhayam (feat. Fadaei)"
11. "Balatar 2"
12. « Shabe Khazan »

### 2012
- Hichkas - Young N Foolish (avec Reveal & Quf & Kool G Rap )
- Fadaei - Adl EP

01. "Zendegi"
02. "Sarzamine Madari"
03. "Chi Shenidi (avec Hichkas)"
04. « Jabe Jadooyi »
05. "80 (avec Quf)"
06. "Némidoune"

### 2013
- Birdy Nam Nam - Écrit dans le sable (Remix de Mahdyar Aghajani)

### 2018
- Mahdyar Aghajani - Saisi

01. Saisir
02. Argent Argent
03. Timmy pourrait bien vous enterrer
04. Vœu
05. Faire taire
06. Iran Irak
07. Kakis
08. En fuite
09. Luxure
10. Lueur de
11. Déformer les faits

### 2020
- Hichkas- Mojaz

01. "Rosva"
02. " À Koja Boodi ? "
03. " Sakhte mosalmoon boodan "
04. " Ghazi mano doost dasht "
05. "Quel homme ?"
06. " Chera nemimiri ? "
07. "Az ashnayitoon khoshalam"
08. " Shabi gorga "
09. " Khalaaf kaaraye asli "
10. "Terreur ennemie"
11. " La royauté de Jadvalo "
12. " Sheytoone mige "
13. " Ki mige "
14. " Vous faites "
15. " Mahze mokhaalefat "
16. " Va zir "
- Quf - Tarane alidoosti
- Fadaei - Chaussures Dige Tablo
- Fadaei - Abi GHermaz
- Shapur-Ettelaat

### 2021
- Fadaei-Koli
- Fadaei - Bilit
- Fadaei-Fatehe
- Fadaei-Sarnegooni
- Shapur-Ghasem Kojayi
- Fadaei - Le karaj au langerud

### 2022
- Fadaei- Hagh

01. "Moghaddame"
02. "Tavaf"
03. "Alef"
04. "Maslahati"
05. " Timarestane Dahe 60 "
06. « Plus d'O Raha »
07. "Mage Chi Mishe"
08. "Mohajer"
09. "Narefigh"
10. " Zard "
11. " Az Samime Ghalb "
12. "Rahbar"
13. "Khoon"
- Shapur - Marg Bar Kolle Nezam
- Fadaei-Tashir
- Fadaei-Meshki
- Shapur-Kerkere